# Comuna Sävsjö
Sävsjö (Sävsjö kommun) este o comună din comitatul Jönköpings län, Suedia, cu o populație de 10.969 locuitori (2013).

## Geografie

### Zone urbane
Lista celor mai mari zone urbane din comună (anul 2015) conform Biroului Central de Statistică al Suediei:
| Nr | Zona urbană | Pop.  |
| -- | ----------- | ----- |
| 1  | Sävsjö      | 5.374 |
| 2  | Vrigstad    | 1.461 |
| 3  | Stockaryd   | 1.019 |
| 4  | Rörvik      | 582   |

## Demografie
| \| Evoluția demografică în comuna Sävsjö, 1970–2015 \| Evoluția demografică în comuna Sävsjö, 1970–2015 \| Evoluția demografică în comuna Sävsjö, 1970–2015 \| Evoluția demografică în comuna Sävsjö, 1970–2015 \| Evoluția demografică în comuna Sävsjö, 1970–2015 \| \| ----------------------------------------------------------------------------------------------------- \| ------------------------------------------------ \| ------------------------------------------------ \| ------------------------------------------------ \| ------------------------------------------------ \| \| An \| \| \| Locuitori \| \| \| 1970 \| 1970 \| \| 11471 \| 11471 \| \| 1975 \| 1975 \| \| 11590 \| 11590 \| \| 1980 \| 1980 \| \| 11838 \| 11838 \| \| 1985 \| 1985 \| \| 11588 \| 11588 \| \| 1990 \| 1990 \| \| 12086 \| 12086 \| \| 1995 \| 1995 \| \| 11900 \| 11900 \| \| 2000 \| 2000 \| \| 11049 \| 11049 \| \| 2005 \| 2005 \| \| 10989 \| 10989 \| \| 2010 \| 2010 \| \| 10830 \| 10830 \| \| 2015 \| 2015 \| \| 11228 \| 11228 \| \| Sursa: SCB - Statistika Centralbyrån, Folkmängd efter region, civilstånd, ålder och kön. År 1968–2016 \| \| \| \| \| |      |  |           |       |
| Evoluția demografică în comuna Sävsjö, 1970–2015 |      |  |           |       |
| An |      |  | Locuitori |       |
| 1970 | 1970 |  | 11471     | 11471 |
| 1975 | 1975 |  | 11590     | 11590 |
| 1980 | 1980 |  | 11838     | 11838 |
| 1985 | 1985 |  | 11588     | 11588 |
| 1990 | 1990 |  | 12086     | 12086 |
| 1995 | 1995 |  | 11900     | 11900 |
| 2000 | 2000 |  | 11049     | 11049 |
| 2005 | 2005 |  | 10989     | 10989 |
| 2010 | 2010 |  | 10830     | 10830 |
| 2015 | 2015 |  | 11228     | 11228 |
| Sursa: SCB - Statistika Centralbyrån, Folkmängd efter region, civilstånd, ålder och kön. År 1968–2016 |      |  |           |       |